# Kevin Brady
Kevin Patrick Brady (ur. 11 kwietnia 1955) – amerykański polityk, członek Partii Republikańskiej i kongresman ze stanu Teksas (w latach 1997-2023).